# Homonota underwoodi
Homonota underwoodi este o specie de șopârle din genul Homonota, familia Gekkonidae, descrisă de Kluge 1964. Conform Catalogue of Life specia Homonota underwoodi nu are subspecii cunoscute.